# Hardyho

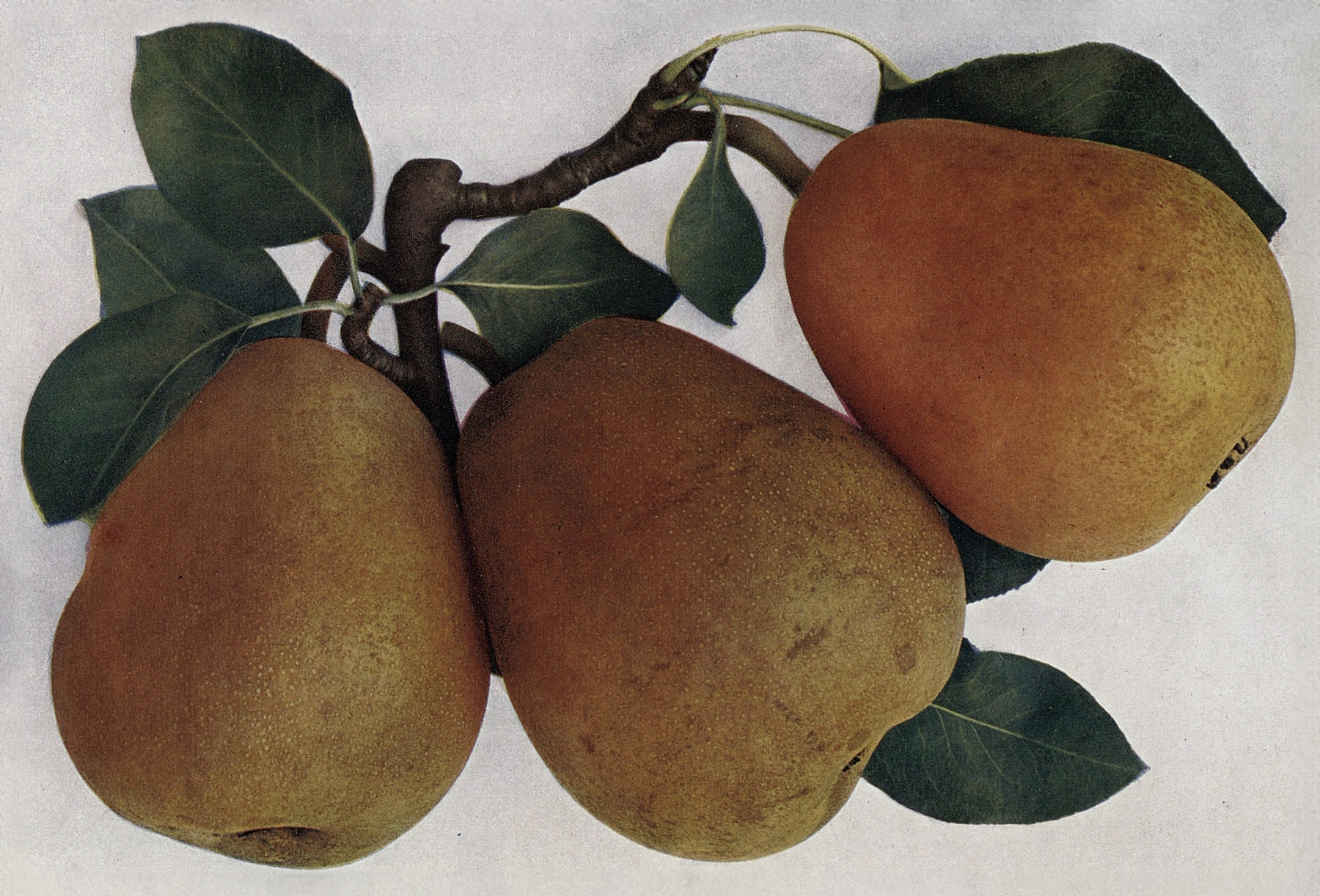
Hardyho máslovka, ilustrace z roku 1915

Hardyho (Pyrus communis 'Hardyho') je ovocný strom, kultivar druhu hrušeň obecná z čeledi růžovitých. Plody jsou řazeny mezi odrůdy podzimních hrušek, sklízí se v září, dozrává v listopadu, skladovatelné jsou do ledna.

## Vlastnosti

### Růst
Růst odrůdy je bujný později slabý. Habitus koruny je úzce pyramidální. Plodí na krátkých větévkách.

## Plod
Plod je kuželovitý, střední. Slupka hladká, žlutozelená. Dužnina je bílá jemná, šťavnatá, se sladce navinulou chutí, aromatická.

## Choroby a škůdci
Odrůda je považována za středně odolnou proti strupovitosti a rzivosti.